# 武都荛花
武都荛花（学名：Wikstroemia haoi）为瑞香科荛花属下的一个种。

## 扩展阅读
- 維基物種上的相關：武都荛花